# Списак владара Аквитанског војводства
Ово је списак владара Аквитанског војводства.

## Под Франачком влашћу
- Храмн Аквитански (555—560)
- Дизидерије Аквитански (583—587), владао заједно са Бладестом
- Бладест Аквитански (583—587), владао заједно са Дизидеријем
- Хундовалд Аквитански (584—585), узурпатор
- Астробалд Аквитански (587-589)
- Сереус Аквитански (589—592)
- Хариберт II (629-632), независни краљ Аквитаније
- Хилперик од Аквитаније (632), независни краљ Аквитаније
- Бодогизел Аквитански (632—660)

## Тулуска династија
Године 660. Феликс је прогласио независност, али потпуна независност је стеченатек око 715. године, под влашћу Ода Великог.
- Феликс Аквитански (660—676)
- Лупус I од Гаскоње (676—око 680)
- Одо Аквитански, Велики (око 680—око 735), проглашена је потпуна независност од Франачке
- Хуналд I Аквитански (око 735— 745), Аквитанија више није потпуно независна од Франачке
- Вајфер Аквитански (745-767)
- Хуналд II Аквитански (769), вођа побуне против Франачке власти
- Лупус II Гаскоњски (769-781), узурпатор

## Аквитанијско краљевство
Године 767. Аквитанско војводство су освојили Франци, 769. године Хуналд II је подигао устанак, који је угушен, а Хуналд је погинуо. У Гаскоњи се до 781. године одржао Лупо (Лупус) II. Када је Лупо поражен франачки краљ Карло Велики је свог сина Луја крунисао за аквитанијског краља, али Аквитанско краљевство није била самостална држава већ само франачка провинција 
- Луј I Аквитански, Побожни (781—814)
- Пипин I Аквитански (814—838)
- Пипин II Аквитански (838) (први пут)
- Карло I Аквитански, Ћелави (838—840)
- Пипин II Аквитански (840—852) (други пут)
- Карло I Аквитански, Ћелави (845—855), на почетку узурпатор
- Карло II Аквитански, Дете (855—866)
- Луј II Аквитански, Муцавац (866—877)

## Династија Поатјеа(први пут)
Од 852. године француски краљеви поново именују војводе од Аквитаније.
- Ранулф I Аквитански (852—866)
- Ранулф II Аквитански (877-890) (краљ Аквитаније од 888.)
- Ебалус Манзер, Копиле (890—893) (први пут)

## Династија Вилхелмида
- Вилијам I Аквитански, Побожни (893—918)
- Вилијам II Аквитански, Млади (918—926)
- Акфред Аквитански (926—927)

## Династија Поатјеа (други пут)
- Ебалус Манзер, Копиле (927—935) (други пут)

## Династија Руелге
- Ремон I Аквитански (932—936)
- Ремон II Аквитански (936-955)

## Династија Поатјеа (трећи пут)
- Вилијам III Аквитански (гроф Вилијам I од Поатјеа), Житоглави (935—око 940), гроф Аквитаније (први пут)

## Династија Капета(први пут)
- Иго I Аквитански, Велики (око 940—950) (први пут)

## Династија Поатјеа (четврти пут)
- Вилијам III Аквитански (гроф Вилијам I од Поатјеа), Житоглави (950—955), гроф Аквитаније (други пут)

## Династија Капета (други пут)
- Иго I Аквитански, Велики (955—956) (други пут)
- Иго II Аквитански (956—959) (први пут)

## Династија Поатјеа (пети пут)
- Вилијам III Аквитански (гроф Вилијам I од Поатјеа), Житоглави (959—963), гроф Аквитаније (трећи пут)
- Вилијам IV Аквитански (гроф Вилијам II од Поатјеа), Поносна рука (963—990)

## Династија Капета (трећи пут)
- Иго II Аквитански (988) (други пут), узурпатор Вилијама IV

## Династија Поатјеа (шести пут)
- Ема од Блоа (990—1004), регент
- Вилијам V Аквитански (гроф Вилијам III од Поатјеа), Велики (990—1030)
- Вилијам VI Аквитански (гроф Вилијам IV од Поатјеа), Дебели (1030—1038)
- Одо Аквитански (1038—1039)
- Вилијам VII Аквитански (гроф Вилијам V од Поатјеа), Одважни (1039—1058)
- Вилијам VIII Аквитански (гроф Вилијам VI од Поатјеа) (1058—1086)
- Вилијам IX Аквитански (гроф Вилијам VII од Поатјеа), Трубадор (1086—1126)
- Вилијам X Аквитански (гроф Вилијам VIII од Поатјеа), Свети (1126—1137)
- Еленора Аквитанска (1137—1204), владала заједно са својим мужевима и децом

## Династија Капета (четврти пут)
Године 1137. Еленора се удаје за француског краља Луја VII, али је у мају 1152. године брак поништен.
- Луј III Аквитански (краљ Луј VII од Француске), Млади (1137—1152), владао заједно са својом женом Еленором

## Династија Плантагенет(први пут)
Еленора се исте године удаје за Хенрија, војводу од Нормансије и граофа од Анжуја. Убрзо после тога Хенри постаје енглески краљ. Аквитанија је тако дошла под енглеску власт.
- Анри I Аквитански (краљ Хенри II Плантагенет од Енглеске), Кратки Плашт (1152—1169), владао заједно са својом женом Еленором
- Ричард I Аквитански (краљ Ричард I Плантагенет од Енглеске), Лавље Срце (1169—1196) (до 1189. само намесник у Аквитанији), владао заједно са својом мајком Еленором (први пут)

## Династија Велф
Године 1296. Ричард на кратко предаје Аквитанско војводство свом рођаку Отону. Те области су 1268. године врећене под енглеску власт.
- Отон Аквитански (Отон IV, цар Светог римског царства) (1196-1198)

## Династија Плантагенет (други пут)
- Ричард I Аквитански (краљ Ричард I Плантагенет од Енглеске), Лавље Срце (1198—1199), владао заједно са својом мајком Еленором (други пут)
- Жан I Аквитански (краљ Џон Плантагенет од Енглеске), без Земље (1199—1216), (до 1204. владао заједно са својом мајком Еленором)
- Анри II Аквитански (краљ Хенри III Плантагенет од Енглеске) (1216—1272)
- Едвард I Аквитански (краљ Едвард I Плантагенет од Енглеске), Дугоноги, Чекић за Шкоте (1272—1307)
- Едвард II Аквитански (краљ Едвард II Плантагенет од Енглеске) (1307—1325)

## Династија Капета (пети пут)
Карло је 1324. године победио Енглезе у Сенсардоском рату и освојио већину Аквитанског војводства.
- Карло III Аквитанијски (краљ Шарл IV од Француске), Лепи (1324—1328), владар већине Аквитанског војводства, узурпатор Едварда II

## Династија Валоа(први пут)
Филип је безуспешно покушавао да освоји остатке Аквитанског војводства. Године 1360. његов син Жан је био присиљен на Бретањски мир, којим се одрекао власти над Аквитанијским војодством.
- Филип Аквитански (краљ Филип VI Валоа од Француске), Срећни (1328—1350), узурпатор Едварда III, суверени владар Аквитаније
- Жан II Аквитански (краљ Жан II Валоа од Француске), Добри (1345—1350) (до 1360. суверени владар Аквитаније), узурпатор Едварда III

## Династија Плантагенет (трећи пут)
Године 1362. Едвард III се одрекао титуле Аквитанског војводе у корист свог најстаријег сина Едварда Црног Принца, али Црни Принц није носио титулу војводе Аквитаније него принца од Аквитаније. Збодг синовљевих неуспеха Едвард III га је 1370. године сменио и поново постао војвода Аквитаније. 
- Едвард III Аквитански (краљ Едвард III Плантагенет од Енглеске), Пожар за Французе (1325—1362) (од 1360. године суверени владар Аквитаније) (први пут)
- Едвард IV Аквитански (Едвард Црни Принц, принц од Велса), Црни Принц (1362—1370), принц од Аквитаније
- Едвард III Аквитански (краљ Едвард III Плантагенет од Енглеске), Пожар за Французе (1370—1377) (први пут)
- Ричард II Аквитански (краљ Ричард II Плантагенет од Енглеске) (1377—1390), командант одбране Аквитаније (први пут)

## Династија Ланкастер(први пут)
У мају 1390. године Ричард II је да би смирио свог побуњеног стрица Џона од Гента био приморан да да Џону Аквитанијско војводство.
- Жан III Аквитански (1390—1399), командант одбране Аквитаније
- Анри III Аквитански (краљ Хенри IV Ланкастер од Енглеске), Болинбрук (1399) (први пут)

## Династија Валоа (други пут)
Француски краљ Шарл VI Луди је тврдио да је Аквитанија његова па је дофенима давао титуле војвода од Аквитаније.
- Карло IV Аквитански (1392—1401), Дофен, војвода од Гијене, узурпатор Џона од Гента, Ричарда II Плантагенета, Хенрија Билинбрука и Хенрија Ланкастера, принца од Велса
- Луј IV Аквитански (1401—1415), Дофен, Војвода од Гијене, узурпатор Хенрија Ланкастера, принца од Велса (касније краљ Хенри V)

## Династија Плантагенет (трећи пут)
После Џонове смрти 1399. године Ричард је Џоновом сину Хенрију Болинбруку одузео све поседе, међу којима је било и Аквитанско војводство.
- Ричард II Аквитански (краљ Ричард II Плантагенет од Енглеске) (1399), командант одбране Аквитаније (други пут)

## Династија Ланкастер (други пут)
Такво Ричардово понашање изазвало је Хенријев устанак. Побуњеници су још исте године свргнули Ричарда, а на енглески престо дошла је династија Ланкастер.
- Анри III Аквитански (краљ Хенри IV Ланкастер од Енглеске), Болинбрук (1399—1400) (други пут)

Хенри је 1400. године Аквитанско војводство предао свом сину исто Хенрију.
- Анри IV Аквитаијски (краљ Хенри V Ланкастер од Енглеске) (1400-1422)

Уговором у Троју 1420. године француски краљ Шарл VI Луди је именовао Хенрија V Ланкастера своним наследником, али Хенри је умро. Хенрија и Шарла Лудог је наследио Хенријев син Хенри VI који није имао ни годину дана. Његова владавина забележена је гобитком Енглеске контроле над Француском.
- Анри V Аквитански (краљ Хенри VI Ланкастер од Енглеске) (1422-1445)

## Династија Талбот
Године 1445. Џон Талбот, први Ерл од Шрузберија је именован за главог енглеског намесника у Француског, тј. за краља Француске са седиштем у Руану.
- Жан IV Аквитански (1445—1451) и (1451—1453), енглески племић и намесник у Ирској

## Аквитанијски владари под француском влашћу

### Династија Валоа (трећи пут)
После Стогодишњег рата Аквитанија је враћена под француску власт и титуле војводе од Аквитаније су се давале члановима владарских династија Француске.
- Карло V Аквитански (1469—1472)

### Династија Бурбон-Вендом
Када су Бурбони преузели власт у француској, стекли су право за титулу војводе Аквитаније.
- Ксавиер Марија Жозеф Аквитански (1753—1754)

Када је династија Бурбона завладала Шпанијом, право на титулу војводе Аквитаније је прешло и на шпанске Бурбоне. Они нису добијали титуле војводе Аквитаније све док инфант Хајме од Бурбона и Батенберга, син шпанског краља Алфонса XIII није свог сина Гонзалоа прогласио за војводу Аквитаније 1972. године. Гонзало је умро 27. маја 2000. године, а његово једино дете, ванбрачна кћерка, Стефани Мишел де Бурбон (* 1968) је наследила право за титулу војвоткиње Аквитаније. престо